# Qusar
Qusar (dar și Kusary; azeră Qusar) este un oraș din Azerbaidjan.